# Angrobia dulvertonensis
†Angrobia dulvertonensis là một loài ốc nước ngọt cỡ nhỏ có nắp, là động vật thân mềm chân bụng sống dưới nước thuộc họ Hydrobiidae. Đây là loài đặc hữu của Úc.